# Pavilhão Rosa Mota
Il Pavilhão Rosa Mota è un palazzetto dello sport della città di Porto in Portogallo. Ha una capienza di 4568 posti. 
L'impianto venne inaugurato nel 1952.
Di proprietà del Comune di Porto ospitava le gare casalinghe del Porto, squadra di hockey su pista e del Porto, squadra di pallacanestro della città.

## Eventi ospitati
- Final Four CERH Champions League 1999-2000